# البوذية في إيطاليا

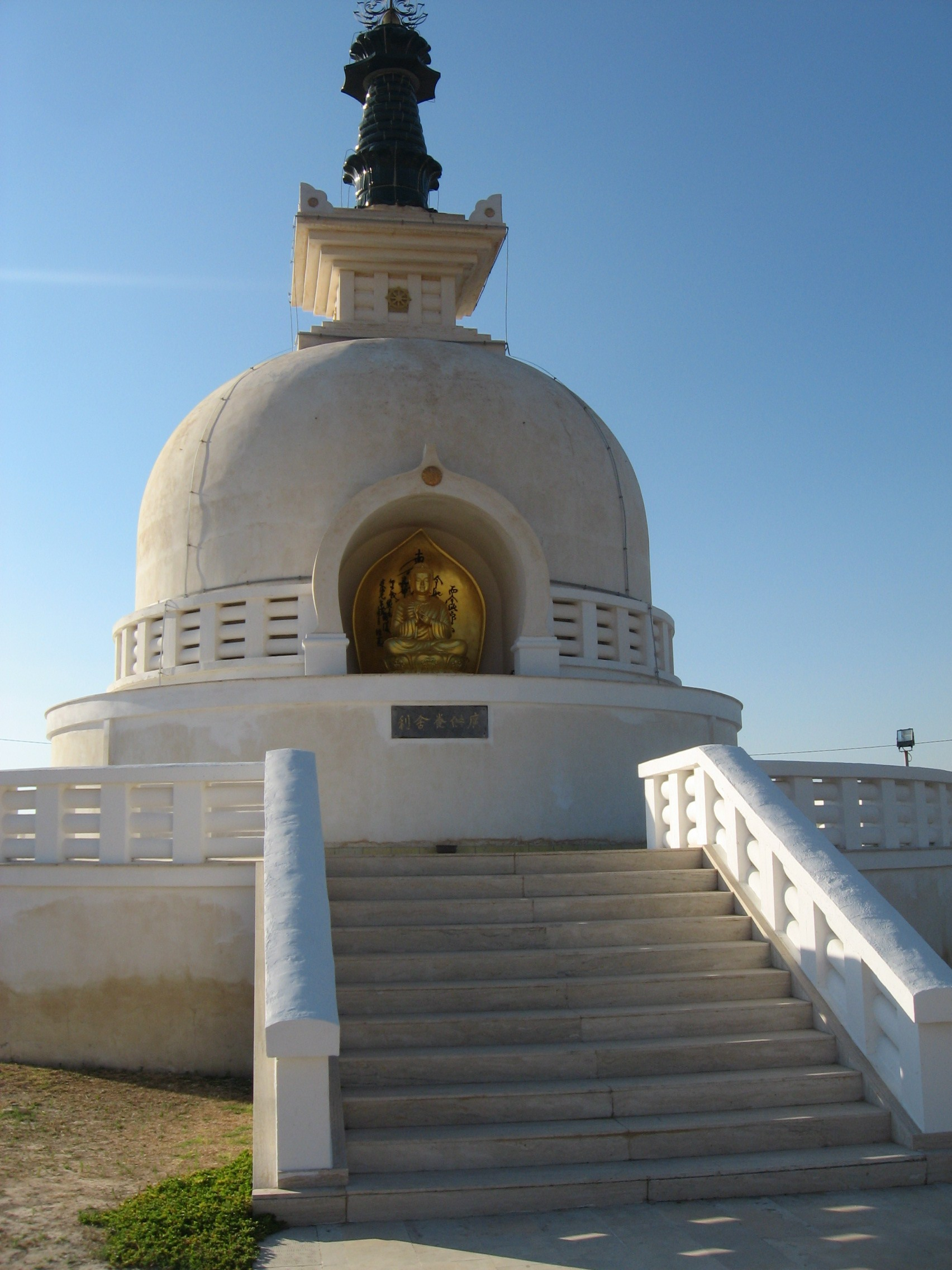
معبد السلام في كوميسو

البوذية في إيطاليا هي ثالث أكبر الديانات، ويوجد في البلاد 94,000 بوذي، أي 0.1% من إجمالي السكان معظم في مدينة روما وأغلبهم من خارج إيطاليا ويمكن القول أن كلهم من خارج إيطاليا وتحديدا من الصين و‌فيتنام وتواجدوا في بداية عقد 1950. وقد تكاثروا أكثر في الأعوام الأخيرة وفي عدد أكثر من المدن.